# Elenco de Chiquititas (2013)
Chiquititas é uma telenovela brasileira produzida pelo SBT e exibida entre 15 de julho de 2013 e 14 de agosto de 2015, com 545 capítulos. Escrita por Íris Abravanel com a supervisão de texto de Rita Valente e a colaboração de Carlos Marques, Fany Higuera, Gracy Iwashita, Gustavo Braga e Marcela Arantes, o folhetim inspirou-se na telenovela argentina homônima, de Cris Morena, que também deu origem à primeira versão brasileira, autoria de Cris Morena e adaptação de Gustavo Barrios. A decisão de produzir alguma obra surgiu por parte de Daniela Beyruti, diretora da emissora, visando manter a mesma repercussão obtida por Carrossel. Entre Chiquititas e Carita de ángel, a decisão — vista com receio por funcionários do SBT — foi de gravar o texto de Cris Morena. O roteiro começou a ser desenvolvido em outubro de 2012 por Abravanel, entregue em fevereiro de 2013 para a equipe e o elenco, que havia definido em novembro. Com trinta capítulos já prontos, o folhetim começou suas filmagens em 18 de fevereiro.
Há participações especiais, em que atores exercem pequenos papéis, geralmente limitando-se a um único capítulo. Manuela do Monte e Giovanna Grigio interpretaram os personagens principais Carolina Correia e Milena Pereira. numa trama que narra o cotidiano do orfanato Raio de Luz, onde a garota, apelidada como Mili, convive com as demais crianças apesar da tristeza de não ter uma família unida. Na versão original, as personagens principais Fernanda Souza e Flávia Monteiro. Gabriel Santana, Raissa Chaddad, Lívia Inhudes, Júlia Oliver, Gabriella Saraivah, Giulia Garcia, Carolina Chamberlain, Roberto Frota, Sophia Valverde, Donato Veríssimo, Gui Vieira, Filipe Cavalcante, João Acaiabe, Carla Fioroni e Liza Vieira interpretaram os demais papéis principais da história, além de Júlia Gomes e Giovanna Gold que interpretam as principais vilãs da trama. O bullying e o abandono infantil foram assuntos tratados na história, além da era digital atual, introduzindo "blogs e essas parafernálias todas", de acordo com a própria autora. Inclui ainda entre seus assuntos principais a puberdade, período em que ocorrem mudanças biológicas e fisiológicas no corpo infantil.

## Elenco
| Intérprete                | Personagem                                       |
| ------------------------- | ------------------------------------------------ |
| Giovanna Grigio           | Milena de Almeida Campos Pereira (Mili)          |
| Manuela do Monte          | Carolina Correia da Silva Almeida Campos (Carol) |
| Guilherme Boury           | José Ricardo Almeida Campos Júnior               |
| Giovanna Gold             | Carmen Aparecida Almeida Campos                  |
| Gabriel Santana           | Felipe Tavares (Mosca)                           |
| Thaís Pacholek            | Andréia Casteli Nogueira                         |
| Gabriel Pereira           | Diego Casteli Nogueira                           |
| Paulo Leal                | Dr. Fernando Brausen                             |
| Daniel Andrade            | Miguel Braga Pereira (Mascarado/Fantasma)        |
| Milena Ferrari            | Cíntia Wernner                                   |
| Naiumi Goldoni            | Gabriela Almeida Campos (Gabi)                   |
| Raissa Chaddad            | Beatriz Gaspar (Bia)                             |
| Giulia Garcia             | Luciana Gaspar (Ana)                             |
| Felipe Folgosi            | Geraldo Gaspar                                   |
| Lívia Inhudes             | Viviane Gomes (Vivi)                             |
| Donato Veríssimo          | Samuel (Samuca)                                  |
| Filipe Bragança           | Eduardo Almeida Campos (Duda)                    |
| Cinthia Cruz              | Cristina Lima (Cris)                             |
| Carla Fioroni             | Ernestina Alves (Ernê)                           |
| Carla Fioroni             | Matilde Alves                                    |
| João Acaiabe              | Francisco Santos Oliveira (Chico)                |
| Lorena Tucci              | Tereza Cristina Lins (Teca)                      |
| Júlia Gomes               | Marian Alverte                                   |
| Júlia Olliver             | Patrícia Tavares (Pata)                          |
| Gui Vieira                | Rubens (Binho)                                   |
| Pedro Henrique            | Thiago Moraes Nunes                              |
| Elaine Cristina           | Helena Krueger / Bruxa Elvira                    |
| Bianca Paiva              | Lúcia Krueger                                    |
| João Gabriel Vasconcellos | Armando Ferreira                                 |
| Lisandra Parede           | Maria Cecília Bittencourt Schneider              |
| Pedro Lemos               | Tobias Ramos / Tomás Ferraz                      |
| Virgínia Novick           | Eduarda Bittencourt                              |
| Liza Vieira               | Sofia Monteiro                                   |
| Roberto Frota             | Dr. José Ricardo de Almeida Campos               |
| Sandra Pêra               | Valentina Pereira Braga                          |
| Maurício Machado          | Edgard                                           |
| Filipe Cavalcante         | Rafael (Rafa)                                    |
| Bruna Carvalho            | Isabel Ribeiro (Bel)                             |
| Gabriella Saraivah        | Tatiane Gomes (Tati)                             |
| Ernando Tiago             | Cícero Gomes / Estevão                           |
| Olívia Araújo             | Shirley Santana (Shirley Santana de Santana)     |
| Sophia Valverde           | Maria Souza de Almeida Campos                    |
| Amanda Furtado            | Boneca Laura (Laurinha)                          |
| Amanda Acosta             | Letícia Esteves (Lê)                             |
| Carolina Chamberlain      | Daniela Esteves (Dani)                           |
| Emílio Eric Surita        | Alberto Correia da Silva (Beto)                  |
| Letícia Navas             | Clara Lemes (Clarita)                            |
| Sâmia Abreu               | Érica Mello                                      |
| Bruna Thedy               | Tamires Ramos                                    |
| Patrícia Gasppar          | Graziele Tavares                                 |
| Jitman Vibranovski        | Simão Simas                                      |
| Flávia Viana              | Profª. Flávia                                    |
| Kaik Pereira              | Manuel Carlos (Neco)                             |
| Matheus Lustosa           | André                                            |
| Jottapê                   | João Costa (Janjão)                              |
| Anna Livya Padilha        | Januela Oliveira (Janu)                          |
| Veggari                   | Nicole                                           |
| Alexandre Bittencourt     | Thauan Domingos (Tatu)                           |
| Rafael Miguel             | Clausoaldo Bittencourt (Paçoca)                  |
| Naoki Takeda              | Fábio                                            |
| Adriana del Claro         | Martha Linhares                                  |
| Aldine Muller             | Vera Lemes                                       |
| Ana Paula Vieira          | Linda Ribeiro                                    |
| Ariel Moshe               | Prof. Teófilo (Téo)                              |
| Arlindo Grund             | (ele mesmo)                                      |
| Bri Fiocca                | Profª. Gertrudes                                 |
| Carlo Briani              | Pedro Ayala                                      |
| Carlos Mariano            | Dedinho (Ladrão)                                 |
| Daniel Morozetti          | Rui Salgado                                      |
| Eliana                    | (ela mesma)                                      |
| Fabiana Alvarez           | Joana Campos                                     |
| Fernanda Venturini        | (ela mesma)                                      |
| Giovanni Venturini        | Dr. Golias Pequenotti                            |
| Giovani Braz              | Edgar                                            |
| Glauce Graieb             | Regina Bittencourt                               |
| Guilherme Lopes           | Raul Bueno                                       |
| Bel Moreira               | Débora Bourbon de Albuquerque                    |
| Jaime Leibovitch          | Juiz Maia                                        |
| João Signorelli           | Joaquim                                          |
| Johnnas Oliva             | Vitor                                            |
| Lívia Andrade             | Barbara Piaghet                                  |
| Marília Gabriela          | (ela mesma)                                      |
| Mateus Carrieri           | Luís Lemes                                       |
| MC Gui                    | (ele mesmo)                                      |
| Monique Lafond            | Gilda Ramos                                      |
| Olivetti Herrera          | Dr. Roberto                                      |
| Oscar Schmidt             | (ele mesmo)                                      |
| Paulo Goulart Filho       | Marcelo Mattos                                   |
| Renata Zhaneta            | Elisa                                            |
| Renato Scarpin            | Diretor Reinaldo                                 |
| Roberto Leal              | (ele mesmo)                                      |
| Sonia Guedes              | Nina Correia                                     |
| Marlei Cevada             | Verônica                                         |
| Carlos de Niggro          | Zé                                               |
| Camille Roque             | Ana Clara                                        |
| Maisa Silva               | Cerimonialista                                   |

| Topo da Página |
| -------------- |